# 洪溥
洪溥，澄迈县人，明朝政治人物、進士出身。

## 生平
永乐二年（1404年），登甲申科進士，授泸溪县知縣、交趾谅山同知。